# Doação de sangue

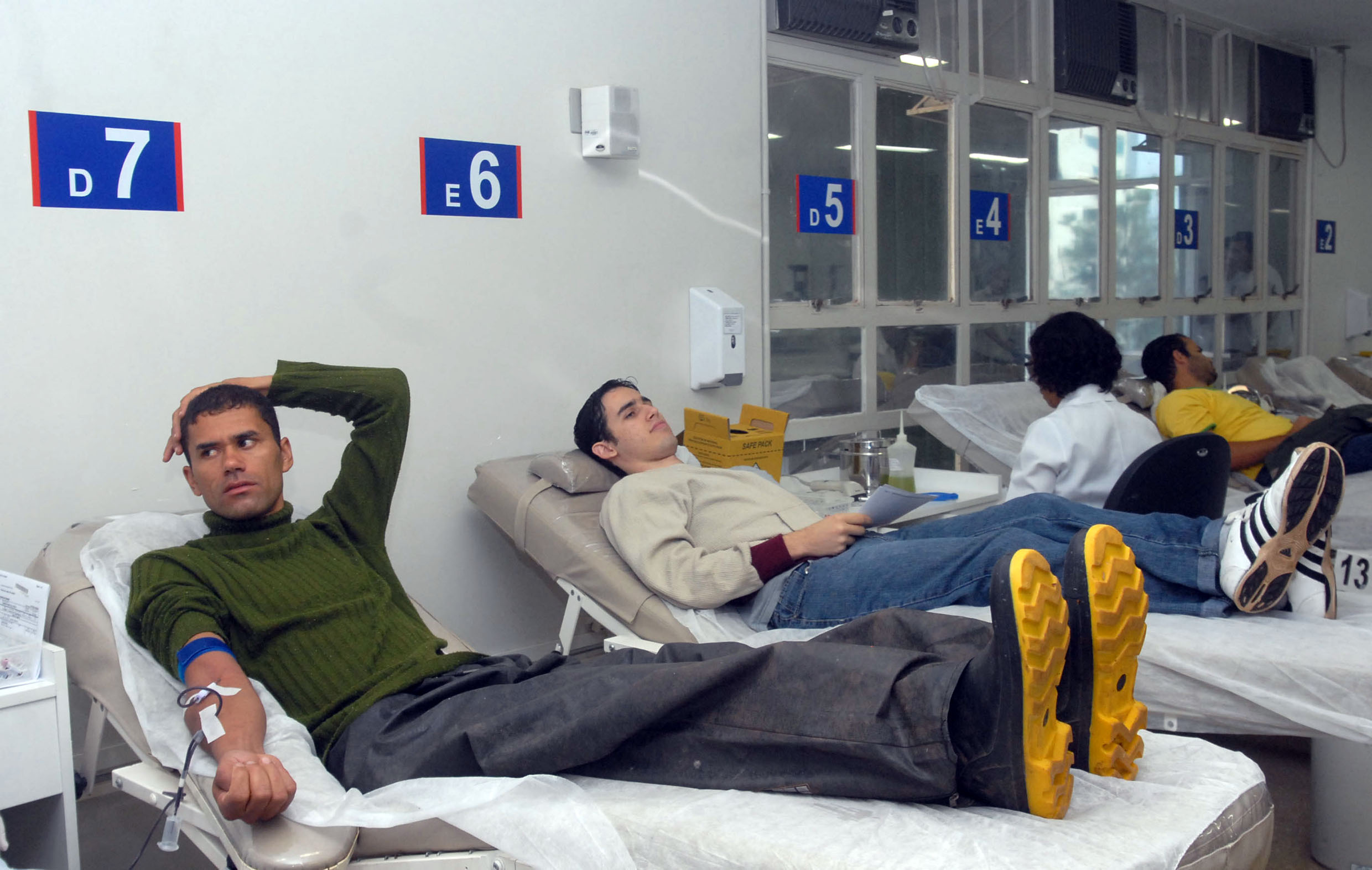
Doação de sangue em Brasília, Brasil

Doação de sangue é o processo pelo qual um doador tem seu sangue coletado para armazenamento em um banco de sangue ou hemocentro para um uso subsequente em uma transfusão de sangue.
No mundo desenvolvido, a maioria dos doadores de sangue são voluntários não remunerados que doam sangue para um suprimento comunitário. Em alguns países, os suprimentos estabelecidos são limitados e os doadores geralmente doam sangue quando familiares ou amigos precisam de uma transfusão. Muitos doadores doam por diversos motivos, como uma forma de caridade, conscientização geral sobre a demanda de sangue, aumento da confiança em si mesmo, ajuda a um amigo ou parente pessoal e pressão social. Apesar das muitas razões pelas quais as pessoas doam, poucos doadores em potencial doam ativamente. No entanto, isso é revertido durante os desastres, quando as doações de sangue aumentam, muitas vezes criando um estoque excessivo que terá de ser descartado posteriormente [carece de fontes?]. No entanto, em países que permitem doações pagas, algumas pessoas são pagas e, em alguns casos, existem outros incentivos além do dinheiro, como férias pagas do trabalho. As pessoas também podem ter sangue coletado para seu próprio uso futuro (doação autóloga). Doar é relativamente seguro, mas alguns doadores apresentam hematomas onde a agulha é inserida ou podem desmaiar.
Os doadores potenciais são avaliados por qualquer coisa que possa tornar seu sangue inseguro para uso. A triagem inclui testes para doenças que podem ser transmitidas por uma transfusão de sangue, incluindo HIV e hepatite viral. A Organização Mundial de Saúde celebra desde 2005, o Dia Mundial do Doador de Sangue em 14 de junho.

## Tipos

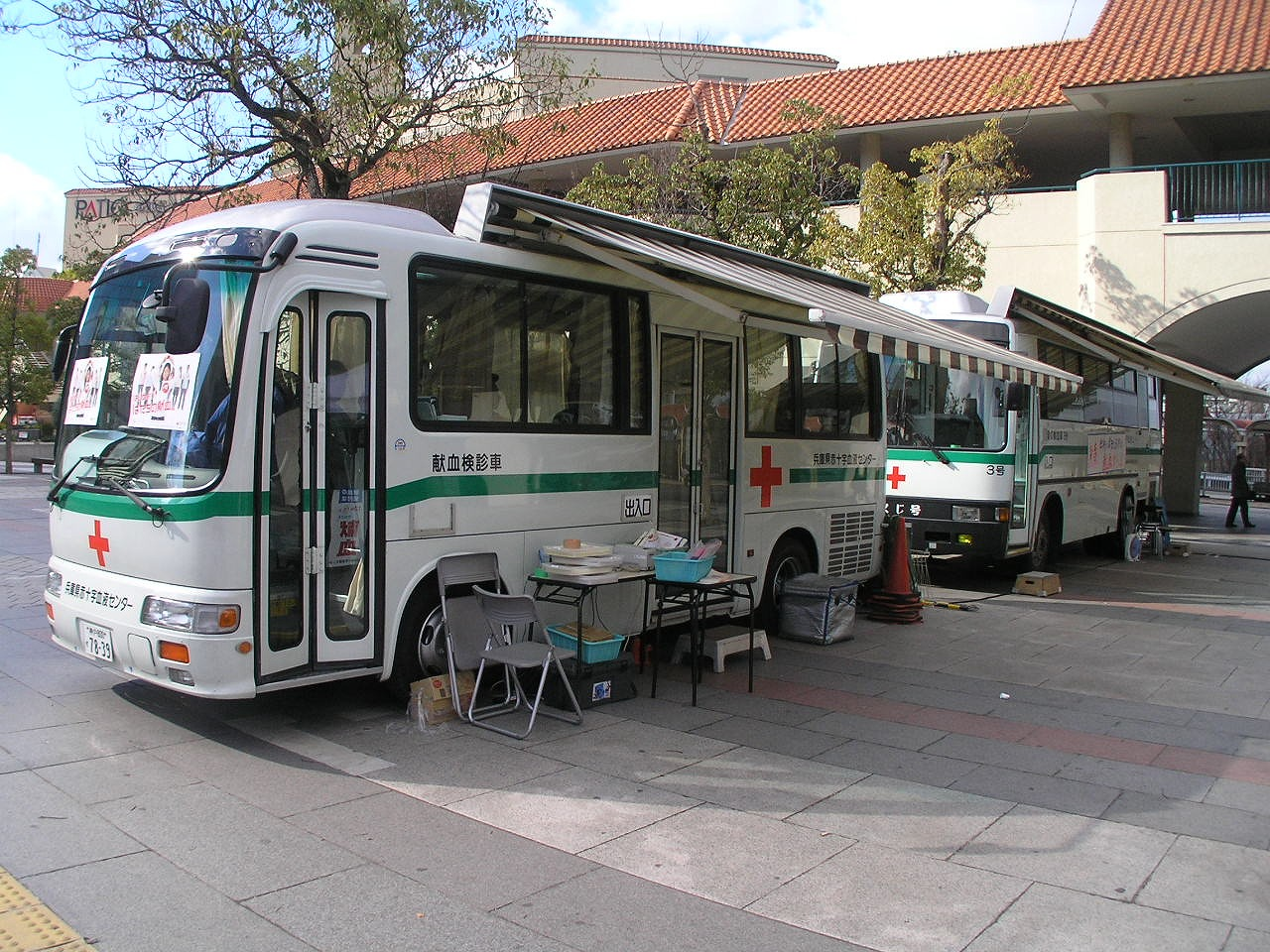
Um ônibus de coleta de sangue da Cruz Vermelha Japonesa

As doações de sangue são divididas em grupos com base em quem receberá o sangue coletado. Uma doação 'alogênica' (também chamada de 'homóloga') ocorre quando um doador dá sangue para armazenamento em um banco de sangue para transfusão a um receptor desconhecido. Uma doação 'dirigida' ocorre quando uma pessoa, geralmente um membro da família, doa sangue para transfusão a um indivíduo específico. As doações direcionadas são relativamente raras quando existe um suprimento estabelecido. Uma doação de 'doador de reposição' é um híbrido das duas, nesse caso, um voluntário doa sangue para repor o sangue armazenado e usado em uma transfusão, geralmente vinculada a uma pessoa, garantindo um estoque. Quando um sujeito tem sangue guardado, em que será transfundido de volta ao doador em uma data posterior, geralmente após a cirurgia, isso é chamado de 'doação autóloga'. O sangue usado para fazer medicamentos pode ser feito de doações alogênicas ou de doações usadas exclusivamente para a fabricação.
O processo real varia conforme as leis do país, e as recomendações aos doadores variam conforme a organização de coleta. A Organização Mundial da Saúde fornece recomendações para políticas de doação de sangue, mas em países em desenvolvimento muitas delas não são seguidas. Por exemplo, o teste recomendado requer instalações de laboratório, equipe treinada e reagentes especializados, os quais podem não estar disponíveis ou podem ser muito caros em países em desenvolvimento.

## Triagem
Normalmente, os doadores precisam dar consentimento para o processo e atender a determinados critérios, como peso e níveis de hemoglobina, e esse requisito significa que os menores não podem doar sem a permissão de um dos pais ou responsável. Em alguns países, as respostas são associadas ao sangue do doador, mas não ao nome, para fornecer anonimato; em outros, como os Estados Unidos, os nomes são mantidos para criar listas de doadores inelegíveis. Se um doador potencial não atender a esses critérios, eles serão 'adiados'. Este termo é usado porque muitos doadores que não são elegíveis podem ter permissão para doar mais tarde. Os bancos de sangue nos Estados Unidos podem ser obrigados a rotular o sangue se for de um doador terapêutico, portanto, alguns não aceitam doações de doadores com qualquer doença do sangue. Outros, como o Serviço de Sangue da Cruz Vermelha Australiana, aceitam sangue de doadores com hemocromatose. É uma doença genética que não afeta a segurança do sangue.
A raça ou origem étnica do doador às vezes é importante, pois certos sistemas de grupos sanguíneos, especialmente os raros, são mais comuns em certos grupos étnicos. Historicamente, nos Estados Unidos, os doadores eram segregados ou excluídos por raça, religião ou etnia, mas isso não é mais uma prática padrão.

### Segurança do destinatário

Políticas de doação de sangue para homens que fazem sexo com homens
Os homens que fazem sexo com homens podem doar sangue; sem adiamento
- Os homens que fazem sexo com homens podem doar sangue; adiamento temporário
- Os homens que fazem sexo com homens não podem doar sangue; diferimento permanente
- Sem dados

Políticas de doação de sangue para parceiras sexuais de homens que fazem sexo com homens
- Os parceiros sexuais femininos de homens que fazem sexo com homens podem doar sangue; sem adiamento
- Os parceiros sexuais femininos de homens que fazem sexo com homens podem doar sangue; adiamento temporário
- Os parceiros sexuais femininos de homens que fazem sexo com homens não podem doar sangue; diferimento permanente
- Sem dados

Os doadores são examinados quanto a riscos à saúde que podem tornar a doação insegura para o receptor. Algumas dessas restrições são controversas, como restringir as doações de homens que fazem sexo com homens (HSH) devido ao risco de transmissão do HIV. Em 2011, o Reino Unido (excluindo a Irlanda do Norte) reduziu sua proibição geral de doadores HSH a uma restrição que apenas impede de doarem sangue se eles fizeram sexo com outros homens no ano passado. Uma mudança semelhante foi feita nos EUA no final de 2015 pelo FDA. Em 2017, o Reino Unido e os EUA reduziram ainda mais suas restrições para três meses. Em 2020, o Brasil revogou uma medida que restringiam a doação de homens que tiveram relações sexuas com outros homens nos últimos 12 meses. HSH podem doar sem impedimentos no Brasil, e em Portugal. Os doadores autólogos nem sempre são rastreados para problemas de segurança do receptor, visto que o doador é a única pessoa que receberá o sangue. Como o sangue doado pode ser dado a mulheres grávidas ou em idade fértil, os doadores que tomam medicamentos teratogênicos (causadores de defeitos de nascença) são adiados. Esses medicamentos incluem acitretina, etretinato, isotretinoína, finasterida e dutasterida.
Os doadores são examinados em busca de sinais e sintomas de doenças que podem ser transmitidas em uma transfusão de sangue, como HIV, malária e hepatite viral.

### Segurança do doador
O doador também é examinado e recebe perguntas específicas sobre seu histórico médico para garantir que a doação de sangue não seja prejudicial à saúde. O hematócrito ou o nível de hemoglobina do doador são testados para garantir que a perda de sangue não os torne anêmicos, e essa verificação é o motivo mais comum de um doador não ser elegível. Os níveis de hemoglobina aceitos para doações de sangue, pela Cruz Vermelha Americana, são 12,5g/dL (para mulheres) e 13,0g/dL (para homens) a 20,0g/dL, qualquer pessoa com um nível de hemoglobina maior ou menor não pode doar. Pulso, pressão sanguínea e temperatura corporal também são avaliados. Os doadores idosos às vezes também são adiados apenas pela idade devido a questões de saúde. Além da idade, o peso e a altura são fatores importantes ao se considerar a elegibilidade para doadores. Por exemplo, a Cruz Vermelha Americana exige que um doador tenha 110 libras (50 kg) ou mais para doação de sangue total e plaquetas e pelo menos 130 libras (59 kg) (homens) e pelo menos 150 libras (68 kg) (mulheres) para red donations. A segurança da doação de sangue durante a gravidez não foi estudada completamente, e as mulheres grávidas são geralmente adiadas até seis semanas após a gravidez.

### Teste de sangue

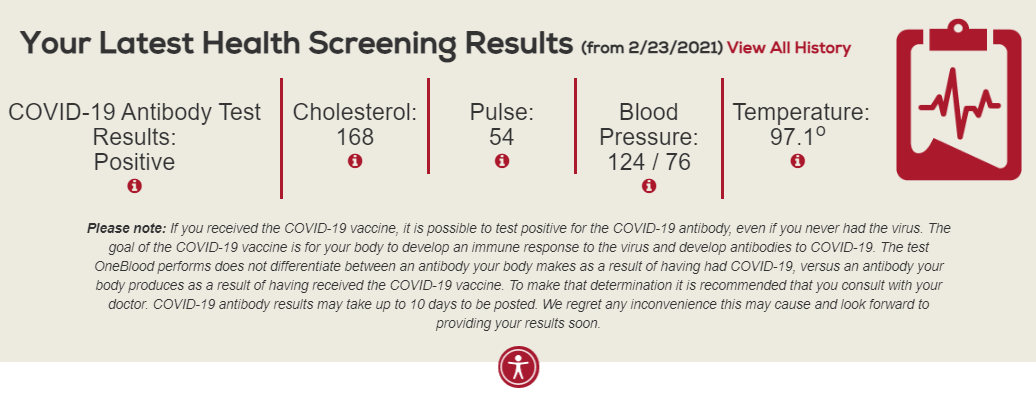
Relatório de triagem de saúde de um paciente dado após uma doação de sangue

O tipo de sangue do doador deve ser determinado se o sangue será usado para transfusões. A agência de coleta geralmente identifica se o sangue é do tipo A, B, AB ou O e do tipo Rh (D) do doador e fará a triagem de anticorpos para antígenos menos comuns. Mais testes, incluindo uma prova cruzada, são geralmente feitos antes de uma transfusão. O tipo O Negativo é frequentemente citado como o "doador universal", mas isso só se refere a célula vermelha e transfusões de sangue total. Para transfusões de plasma e plaquetas, o sistema é invertido: AB positivo é o tipo de doador universal de plaquetas, enquanto AB positivo e AB negativo são tipos universais de doador de plasma.
A maior parte do sangue é testada para doenças, incluindo algumas DSTs. Os testes usados são testes de triagem de alta sensibilidade e nenhum diagnóstico real é feito. Posteriormente, alguns dos resultados do teste foram considerados falsos positivos usando testes mais específicos. Falsos negativos são raros, mas os doadores são desencorajados a usar a doação de sangue para fins de rastreamento anônimo de DST porque um falso negativo pode significar uma unidade contaminada. O sangue é geralmente descartado se esses testes forem positivos, mas há algumas exceções, como doações autólogas. O doador é geralmente notificado sobre o resultado do teste.
O sangue doado é testado por vários métodos, mas os testes básicos recomendados pela Organização Mundial da Saúde são estes quatro:
- Antígeno de superfície da hepatite B (HBsAg);
- Anticorpo para hepatite C (anti-HCV);
- Anticorpo para HIV, subtipos 1 e 2;
- Teste sorológico para sífilis.

A OMS relatou em 2006 que 56 dos 124 países pesquisados não usaram esses testes básicos em todas as doações de sangue.
Uma variedade de outros testes para infecções transmitidas por transfusão são frequentemente usados com base nos requisitos locais. Testes adicionais são caros e, em alguns casos, os testes não são implementados por causa do custo. Esses testes adicionais incluem outras doenças infecciosas, como febre do Nilo Ocidental e babesiose. Às vezes, vários testes são usados para uma única doença para cobrir as limitações de cada teste. Por exemplo, o teste de anticorpos do HIV não detectará um doador infectado recentemente, portanto, alguns bancos de sangue usam um antígeno p24 ou ácido nucleico do HIV, além do teste básico de anticorpos para detectar doadores infectados durante esse período. O citomegalovírus é um caso especial no teste de doadores, pois muitos doadores apresentam resultado positivo. O vírus não é um perigo para um receptor saudável, mas pode prejudicar bebês e outros receptores com sistema imunológico fraco.

## Obtendo o sangue

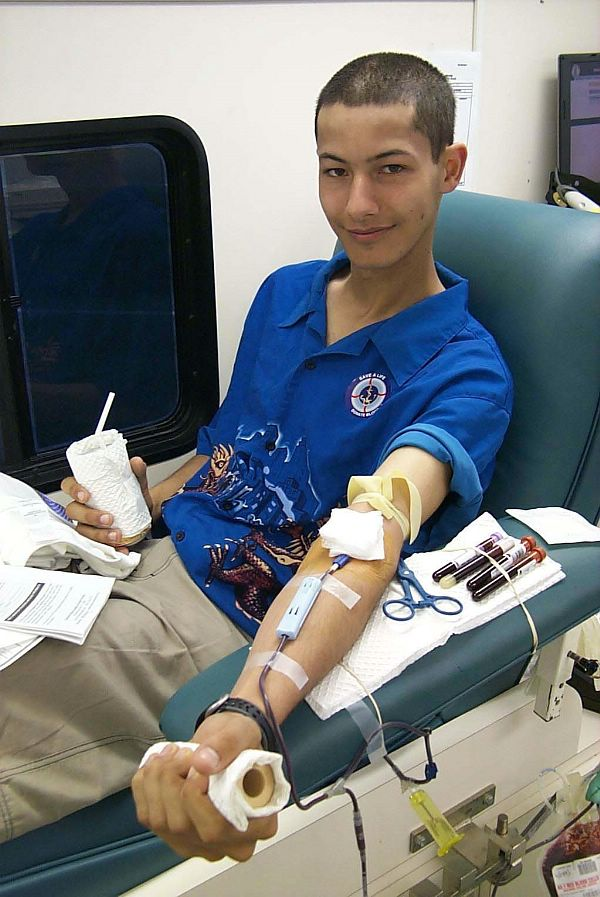
Um marinheiro da Marinha dos EUA doando sangue

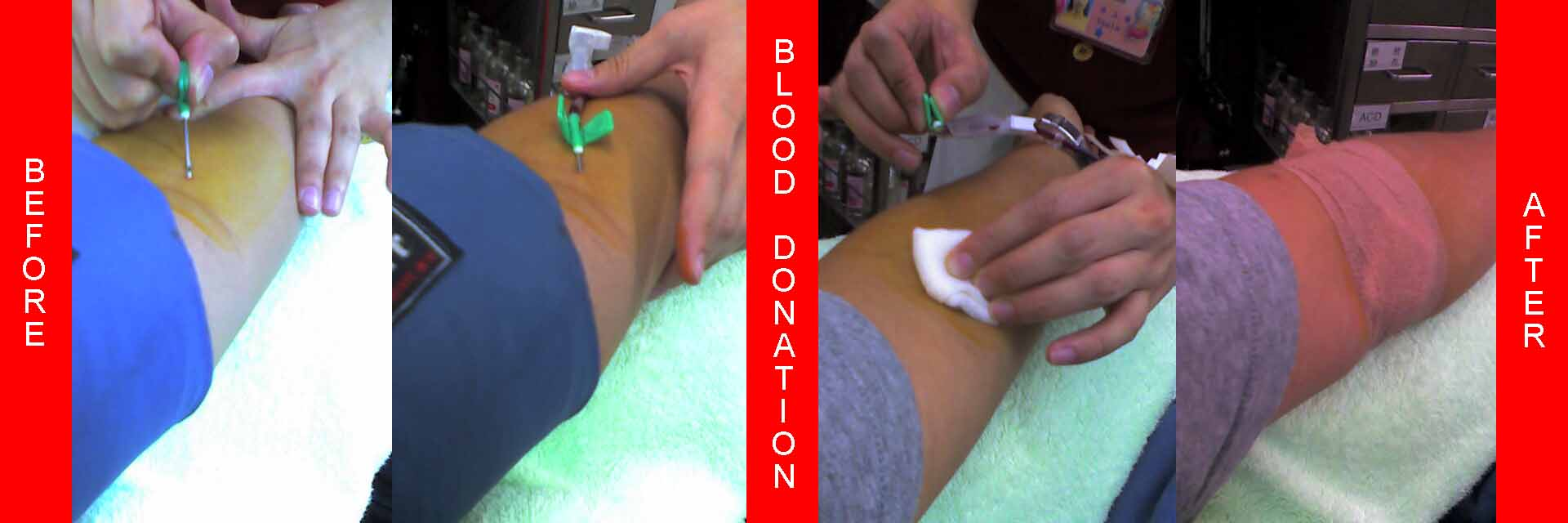
O braço de um doador em vários estágios de doação. As duas fotos à esquerda mostram um medidor de pressão arterial sendo usado como torniquete

Existem dois métodos principais de obtenção de sangue de um doador. O mais frequente é simplesmente retirar o sangue de uma veia como sangue total. Esse sangue é normalmente separado em partes, geralmente glóbulos vermelhos e plasma, uma vez que a maioria dos receptores precisa apenas de um componente específico para as transfusões. Uma doação típica é de 450 mililitros (ou aproximadamente meio litro) de sangue total, embora 500 mililitros também sejam comuns. Historicamente, os doadores de sangue na Índia doariam apenas 250 ou 350 mililitros e os doadores na República Popular da China doariam apenas 200 mililitros, embora doações maiores de 300 e 400 mililitros tenham se tornado mais comuns.
Para transfusões diretas, uma veia pode ser usada, mas o sangue pode ser retirado de uma artéria. Nesse caso, o sangue não é armazenado, mas é bombeado diretamente do doador para o receptor. Este foi um dos primeiros métodos de transfusão de sangue e raramente é usado na prática moderna. Foi interrompido durante a Segunda Guerra Mundial por causa de problemas com logística, e os médicos que voltavam do tratamento de soldados feridos abriram bancos para o sangue armazenado quando eles voltaram à vida civil.

### Preparação do local e extração de sangue
O sangue é coletado de uma grande veia do braço próxima à pele, geralmente a veia cubital mediana na parte interna do cotovelo. A pele sobre o vaso sanguíneo é limpa com um antisséptico como iodo ou clorexidina para evitar que bactérias da pele contaminem o sangue coletado e também para prevenir infecções onde a agulha perfurou a pele do doador.
Uma agulha grande (calibre 16 a 17) é usada para minimizar as forças de cisalhamento que podem danificar fisicamente os glóbulos vermelhos à medida que fluem pela agulha. Às vezes, um torniquete é enrolado na parte superior do braço para aumentar a pressão do sangue nas veias do braço e acelerar o processo. O doador também pode ser solicitado a segurar um objeto e apertá-lo repetidamente para aumentar o fluxo sanguíneo na veia.

### Sangue total

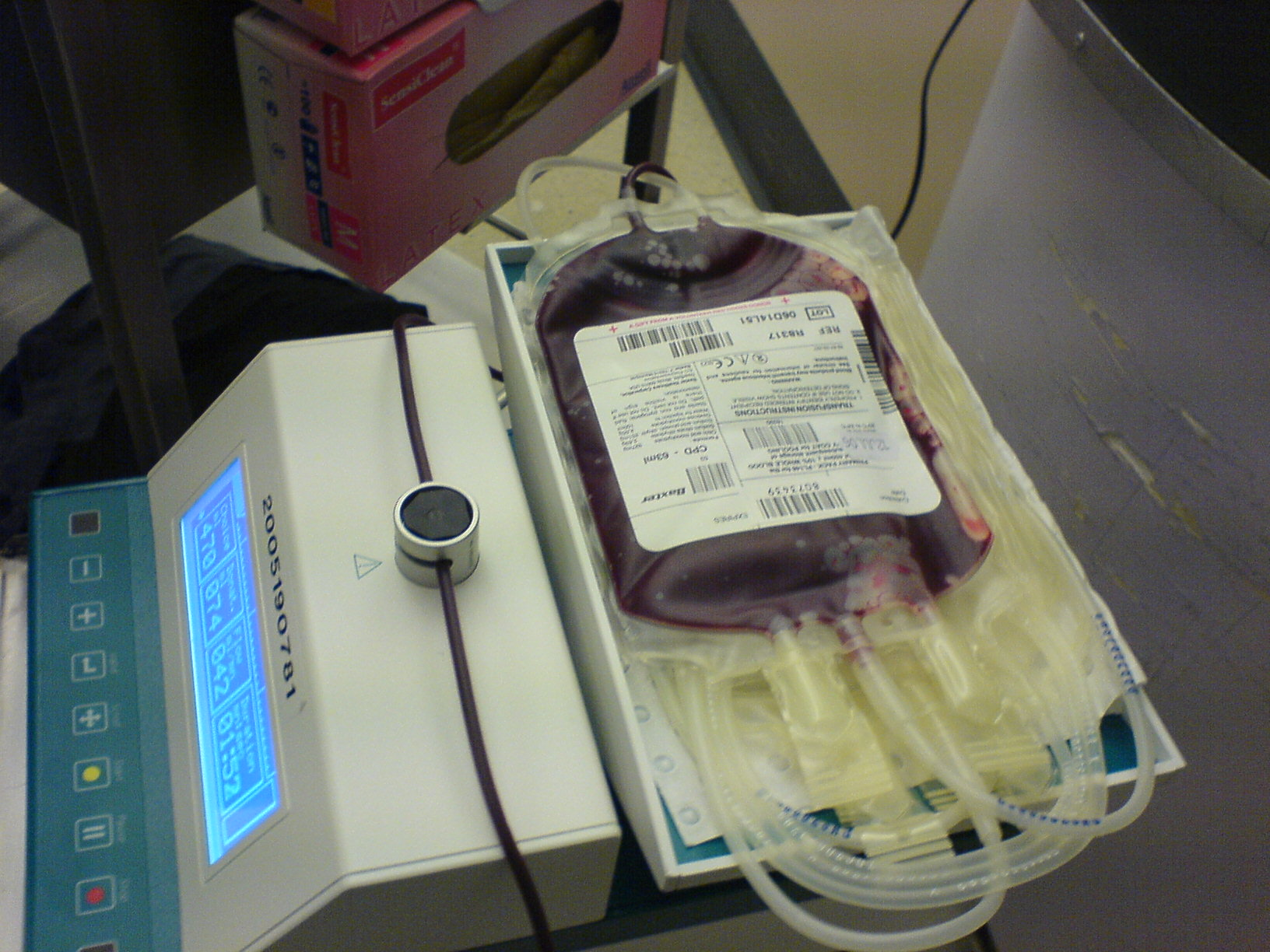
Uma bandeja mecânica agita a bolsa para misturar o sangue com anticoagulantes e evitar a coagulação

O método mais comum é coletar o sangue da veia do doador em um recipiente. A quantidade de sangue retirada varia de 200 mililitros a 550 mililitros, dependendo do país, mas 450–500 mililitros é típico. O sangue geralmente é armazenado em um saco plástico flexível que também contém citrato de sódio, fosfato, dextrose e adenina. Essa combinação evita que o sangue coagule e o preserva durante o armazenamento por até 42 dias.
O plasma do sangue total pode ser usado para fazer plasma para transfusões ou também pode ser processado em outros medicamentos por meio de um processo chamado fracionamento. Este foi um desenvolvimento do plasma seco usado para tratar os feridos durante a Segunda Guerra Mundial e variantes do processo ainda são usadas para fazer uma variedade de outros medicamentos.

### Aférese

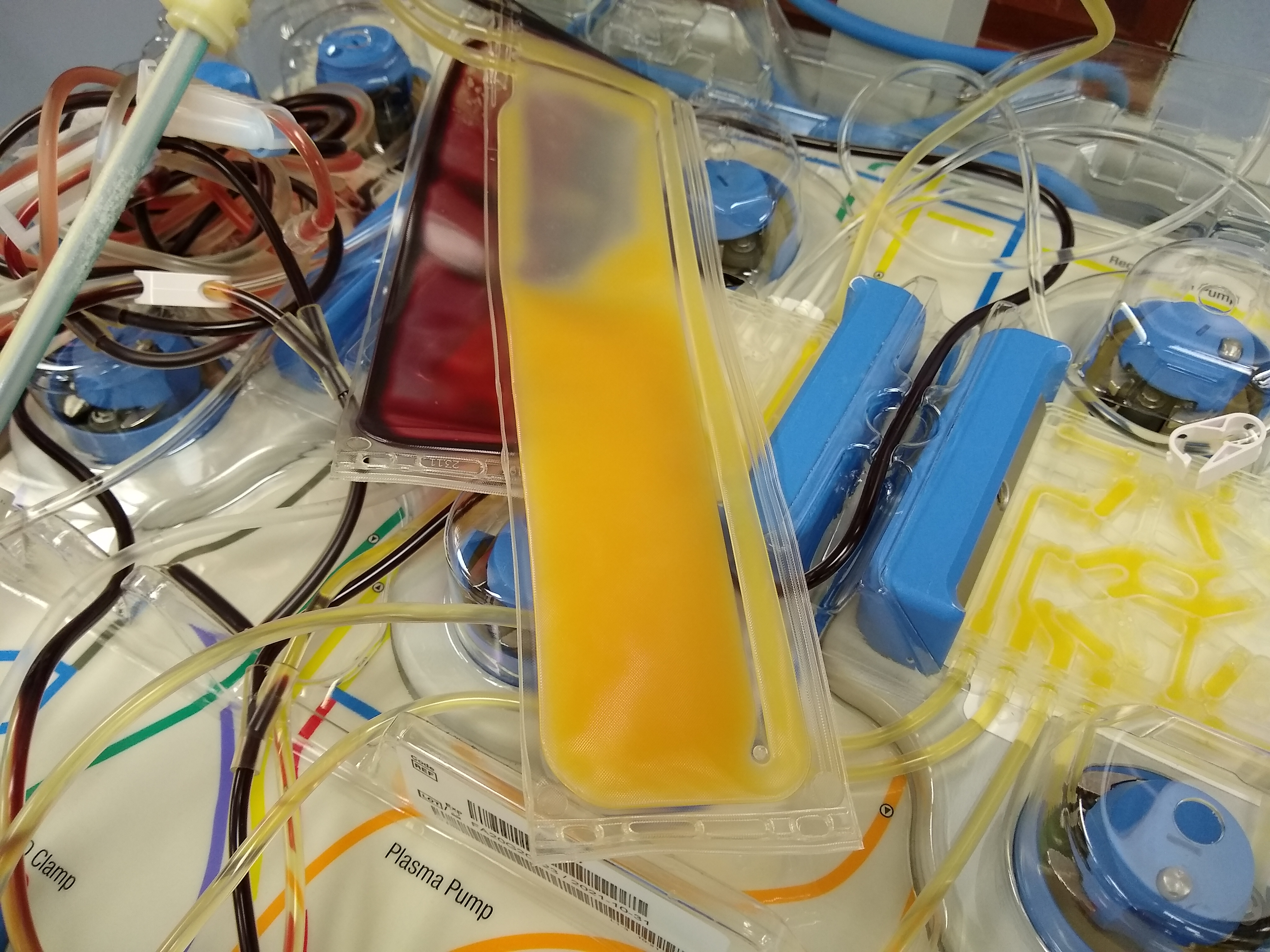
Plaquetas coletadas usando aférese em um centro de doação da Cruz Vermelha Americana

A aférese é um método de doação de sangue em que o sangue passa por um aparelho que separa um constituinte específico e retorna o restante ao doador. Normalmente, o componente retornado são os glóbulos vermelhos, a parte do sangue que leva mais tempo para ser substituída. Usando este método, um indivíduo pode doar plasma ou plaquetas com muito mais frequência do que doar sangue total com segurança.
As plaquetas também podem ser separadas do sangue total, mas devem ser reunidas de várias doações. De três a dez unidades de sangue total são necessárias para uma dose terapêutica. Durante uma doação de plaquetas, o sangue é coletado do paciente e as plaquetas são separadas dos outros componentes do sangue. O restante do sangue, glóbulos vermelhos, plasma e glóbulos brancos são devolvidos ao paciente. Este processo é realizado várias vezes por um período de até duas horas para coletar uma única doação.
A aférese também é usada para coletar mais glóbulos vermelhos do que o normal em uma única doação e para coletar glóbulos brancos para transfusão.

## Recuperação e tempo entre doações

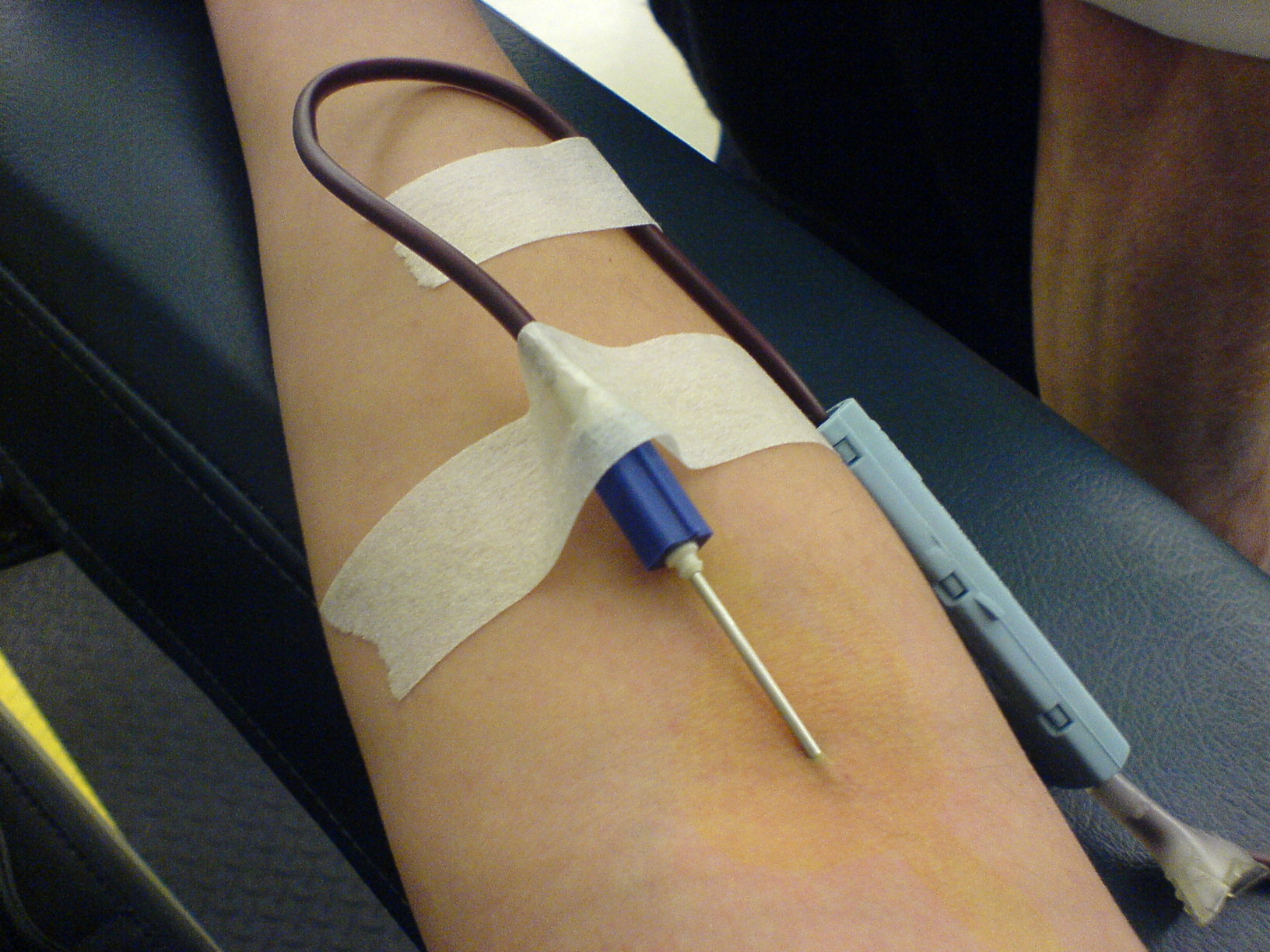
Uma agulha relativamente grande é usada para doações de sangue

Os doadores geralmente são mantidos no local da doação por 10-15 minutos após a doação, pois a maioria das reações adversas ocorre durante ou imediatamente após a doação. Os hemocentros normalmente fornecem lanches leves, como suco de laranja e biscoitos, ou uma mesada para ajudar o doador a se recuperar. O local da agulha é coberto com um curativo e o doador é orientado a mantê-lo por várias horas.
O plasma doado é substituído após 2–3 dias. Os glóbulos vermelhos são substituídos pela medula óssea no sistema circulatório em uma taxa mais lenta, em média 36 dias em homens adultos saudáveis. Em um estudo, o intervalo foi de 20 a 59 dias para a recuperação.
Os doadores de plasmaférese e plaquetaférese podem doar com muito mais frequência porque não perdem quantidades significativas de glóbulos vermelhos. A taxa exata de frequência com que um doador pode doar difere de país para país. Por exemplo, os doadores de plasmaferese nos Estados Unidos podem doar grandes volumes duas vezes por semana e podem doar nominalmente 83 litros (cerca de 22 galões) em um ano, enquanto o mesmo doador no Japão pode doar apenas a cada duas semanas e só poderia doar cerca de 16 litros (cerca de 4 galões) em um ano.
A suplementação de ferro diminui as taxas de adiamento do doador devido à baixa hemoglobina, tanto na primeira visita de doação quanto nas doações subsequentes. Os doadores com suplemento de ferro têm maiores estoques de hemoglobina e ferro. Por outro lado, a suplementação de ferro frequentemente causa diarréia, constipação e desconforto abdominal epigástrico. Os efeitos a longo prazo da suplementação de ferro sem medição dos estoques de ferro são desconhecidos.

## Complicações
Os doadores são examinados quanto a problemas de saúde que os colocariam em risco de complicações graves devido à doação. Doadores pela primeira vez, adolescentes e mulheres correm maior risco de uma reação. Um estudo mostrou que 2% dos doadores tiveram uma reação adversa à doação. A maioria dessas reações são menores. Um estudo de 194 000 doações encontrou apenas um doador com complicações de longo prazo. Nos Estados Unidos, um banco de sangue é obrigado a relatar qualquer morte que possa estar ligada a uma doação de sangue. Uma análise de todos os relatórios de outubro de 2008 a setembro de 2009 avaliou seis eventos e descobriu que cinco das mortes não estavam claramente relacionadas à doação e, no caso restante, não encontraram evidências de que a doação foi a causa da morte.

As reações hipovolêmicas podem ocorrer devido a uma rápida mudança na pressão arterial. O desmaio é geralmente o pior problema encontrado.

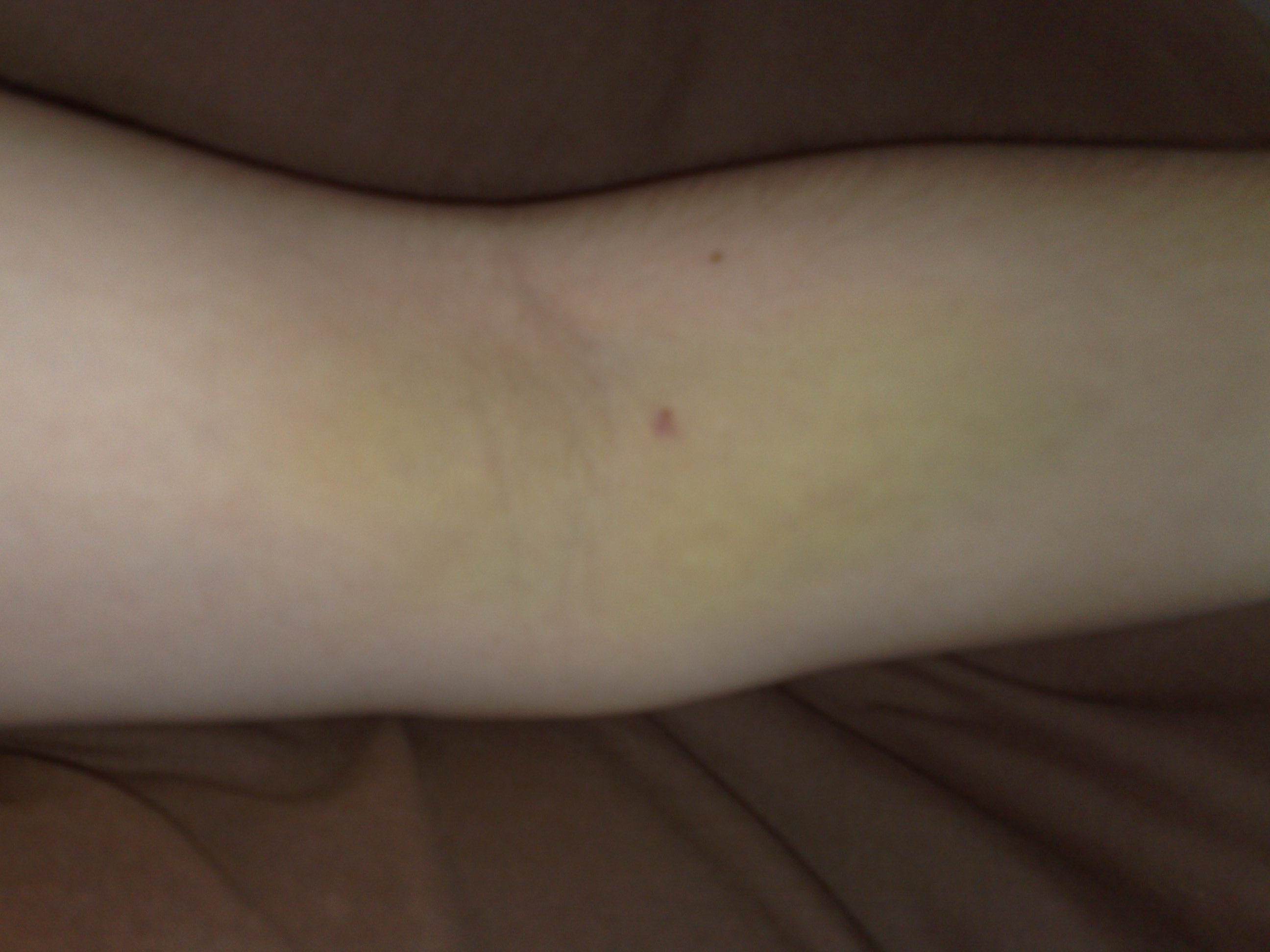
Hematomas três dias após a doação

O processo apresenta riscos semelhantes a outras formas de flebotomia. Hematomas no braço devido à inserção da agulha é a preocupação mais comum. Um estudo descobriu que menos de 1% dos doadores tinham esse problema. Sabe-se que várias complicações menos comuns da doação de sangue ocorrem. Estes incluem punção arterial, sangramento retardado, irritação do nervo, lesão do nervo, lesão do tendão, tromboflebite e reações alérgicas.
Os doadores às vezes têm reações adversas ao citrato de sódio usado em procedimentos de coleta de aférese para impedir a coagulação do sangue. Como o anticoagulante é devolvido ao doador junto com os componentes do sangue que não estão sendo coletados, ele pode ligar o cálcio no sangue do doador e causar hipocalcemia. Essas reações tendem a causar formigamento nos lábios, mas podem causar convulsões, hipertensão ou problemas mais sérios. Às vezes, os doadores recebem suplementos de cálcio durante a doação para evitar esses efeitos colaterais.
Nos procedimentos de aférese, os glóbulos vermelhos são devolvidos. Se isso for feito manualmente e o doador receber o sangue de um doador diferente, pode ocorrer uma reação transfusional. A aférese manual é extremamente rara no mundo desenvolvido por causa desse risco e os procedimentos automatizados são tão seguros quanto doações de sangue total.
O risco final para os doadores de sangue é o equipamento que não foi esterilizado adequadamente. Na maioria dos casos, o equipamento que entra em contato direto com o sangue é descartado após o uso. O equipamento reutilizado foi um problema significativo na China na década de 1990, e até 250 000 doadores de plasma sanguíneo podem ter sido expostos ao HIV a partir de equipamentos compartilhados.

## Armazenamento, oferta e demanda

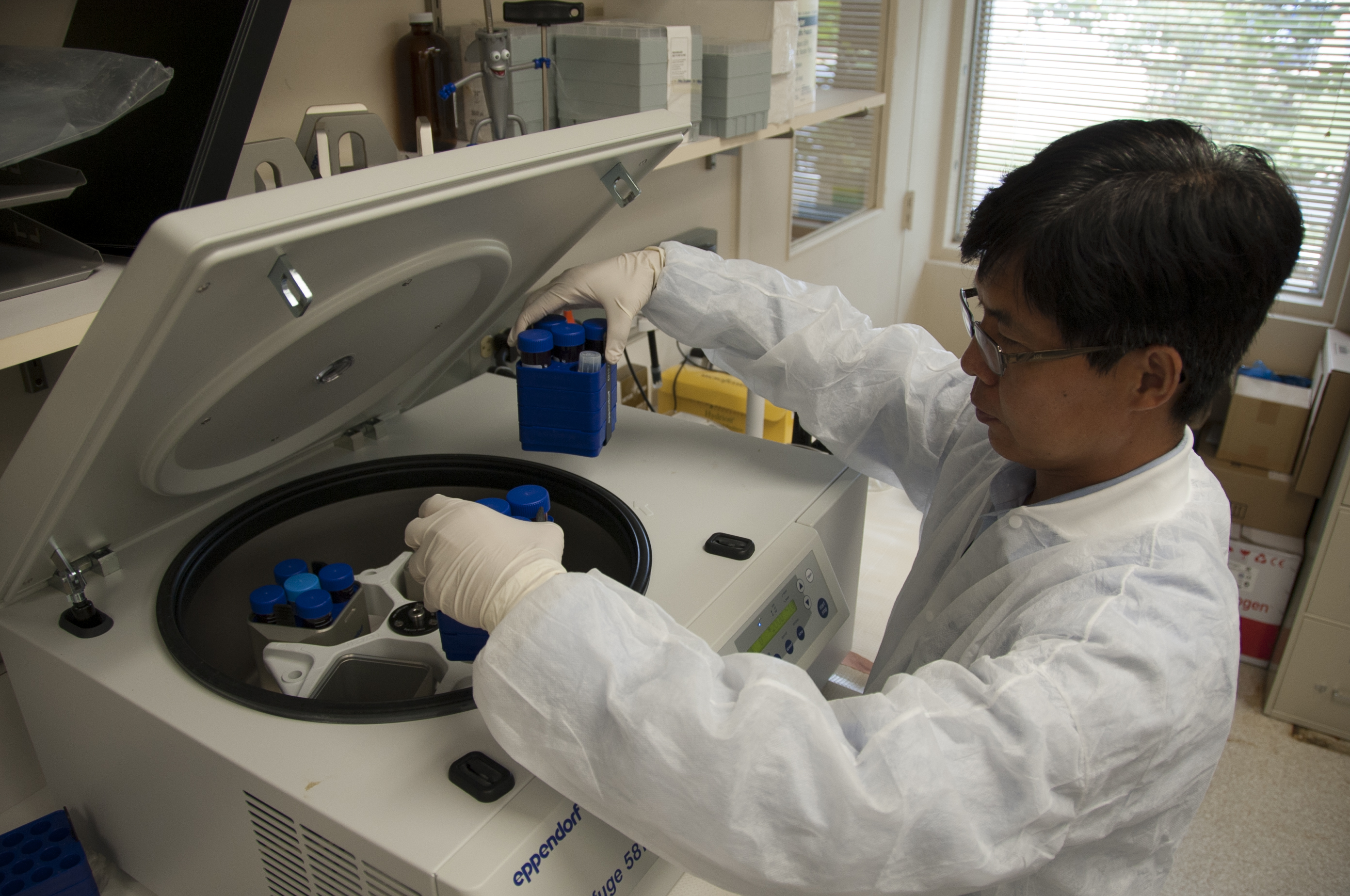
O sangue total é frequentemente separado, usando uma centrífuga, em componentes para armazenamento e transporte

### Armazenamento e vida útil do sangue
O sangue coletado geralmente é armazenado em um banco de sangue como componentes separados e alguns deles têm vida útil curta. Não existem métodos de armazenamento para manter as plaquetas por longos períodos de tempo, embora alguns estivessem sendo estudados em 2008. A vida útil mais longa usada para as plaquetas é de sete dias.
Os glóbulos vermelhos (RBC), o componente usado com mais frequência, têm uma vida útil de 35–42 dias em temperaturas refrigeradas. Para aplicações de armazenamento de longo prazo (relativamente raras), isso pode ser estendido pelo congelamento do sangue com uma mistura de glicerol, mas esse processo é caro e requer um freezer extremamente frio para armazenamento. O plasma pode ser armazenado congelado por um longo período de tempo e normalmente tem uma data de validade de um ano e manter um suprimento é menos problemático.

### Demanda de sangue
A Cruz Vermelha Americana afirma que, nos Estados Unidos, alguém precisa de sangue a cada dois segundos e alguém precisa de plaquetas a cada trinta segundos. Sem mencionar que não há uma demanda consistente para cada tipo de sangue. A existência de um tipo de sangue em estoque não garante que o outro seja. Os bancos de sangue podem ter algumas unidades em estoque, mas não há outras, fazendo com que os pacientes que precisam de unidades para tipos específicos de sangue tenham procedimentos adiados ou cancelados. Além disso, a cada ano há um aumento de cerca de 5-7% para transfusões sem um aumento de doadores para equilibrar isso, bem como uma população crescente de idosos que precisarão de mais transfusões no futuro sem um aumento previsto nas doações para refletir esses números crescentes. Isso foi apoiado em 1998, onde as doações de sangue para a Cruz Vermelha aumentaram para 8%, totalizando 500 000 unidades, mas a necessidade de doações dos hospitais aumentou 11%.
As doações de sangue tendem a ser sempre de alta demanda, com vários relatos declarando repetidamente a escassez periódica ao longo das décadas. No entanto, essa tendência é interrompida durante desastres nacionais. A tendência demonstra que as pessoas estão doando mais durante catástrofes quando, sem dúvida, as doações não são tão necessárias em comparação com períodos sem desastres. De 1988 a 2013, foi relatado que durante cada desastre nacional, houve um excedente de doações; um excedente que consistia em mais de cem unidades. Um dos exemplos mais notáveis desse padrão foram os ataques de 11 de setembro. Um estudo observou que, em comparação com as quatro semanas antes de 11 de setembro, houve um aumento estimado de 18 700 doações de doadores pela primeira vez na primeira semana após o ataque: 4 000 foi a média de doações de doadores pela primeira vez antes do ataque, que aumentou para cerca de 22 700 doações; enquanto os doadores repetidos aumentaram suas doações em 10 000 por semana: inicialmente, as doações foram estimadas em cerca de 16 400, o que aumentou para 26 400 doações após 11 de setembro. Portanto, na primeira semana após o ataque de 11 de setembro, houve um aumento geral estimado de 28 700 nas doações em comparação com a média de doações semanais feitas quatro semanas antes do ataque. Aumentos nas doações foram observados em todos os centros de doação de sangue, a partir do dia do ataque. Embora as doações de sangue estivessem acima da média após as primeiras semanas após o 11 de setembro, o número de doações caiu de cerca de 49 000 doações na primeira semana para 26 000-28 000 doações entre a segunda e a quarta semanas após o 11 de setembro. Apesar do aumento substancial de doadores, a taxa de doadores pela primeira vez se tornariam doadores repetidos foi a mesma antes e depois do ataque.
O tempo de armazenamento limitado significa que é difícil ter um estoque de sangue para se preparar para um desastre. O assunto foi discutido longamente após os ataques de 11 de setembro nos Estados Unidos, e o consenso era que coletar durante um desastre era impraticável e que os esforços deveriam ser focados em manter um suprimento adequado em todos os momentos. Os hemocentros nos EUA costumam ter dificuldade em manter até mesmo um suprimento de três dias para as demandas de transfusão de rotina.

### Níveis de doação
A Organização Mundial da Saúde (OMS) reconhece o Dia Mundial do Doador de Sangue em 14 de junho de cada ano para promover a doação de sangue. Este é o aniversário de Karl Landsteiner, o cientista que descobriu o sistema de grupo sanguíneo ABO. O tema da campanha do Dia Mundial do Doador de Sangue de 2012, "Todo doador de sangue é um herói" concentra-se na ideia de que todos podem se tornar heróis ao doar sangue. Com base em dados informados por 180 países entre 2011 e 2013, a OMS estimou que aproximadamente 112,5 milhões de unidades de sangue estavam sendo coletadas anualmente.
Nos Estados Unidos, estima-se que 111 milhões de cidadãos são doadores de sangue elegíveis, ou 37% da população. No entanto, menos de 10% dos 37% dos doadores de sangue elegíveis doam anualmente. No Reino Unido, o NHS relata níveis de doação de sangue em "apenas 4%", no Canadá a taxa é de 3,5%, no Brasil somente 1,8% da população entre 16-69 anos doam sangue. Em Portugal, 209 mil portugueses doam sangue.

## Incentivo e dissuasão do doador
Vários estudos têm mostrado que o principal motivo pelo qual as pessoas doam são abnegação, caridade, consciência geral sobre a demanda de sangue, aumento da confiança em si mesmo, ajuda a um amigo/parente pessoal e pressão social.

### Benefícios de saúde do doador
Em pacientes com tendência à sobrecarga de ferro, a doação de sangue evita o acúmulo de quantidades tóxicas. A doação de sangue pode reduzir o risco de doenças cardíacas para os homens, mas a ligação não foi firmemente estabelecida e pode ser decorrente do viés de seleção, pois os doadores são examinados para problemas de saúde.
Uma pesquisa publicada em 2012 demonstraram que, em doentes com síndrome metabólico, repetindo a doação de sangue é eficaz na redução da pressão arterial, da glicose no sangue, HbA1c, lipoproteína de baixa densidade/lipoproteínas de alta densidade proporção, e a frequência cardíaca.

### Remuneração de doadores
A Organização Mundial da Saúde estabeleceu uma meta em 1997 para que todas as doações de sangue viessem de doadores voluntários não pagos, mas em 2006, apenas 49 dos 124 países pesquisados estabeleceram isso como um padrão. A maioria dos plasmaférese doadores no Estados Unidos, Áustria e Alemanha ainda são pagos por suas doações. Os doadores recebem entre 25 e 50 dólares americanos por doação. No Brasil, é ilegal receber qualquer compensação, monetária ou outra, pela doação de sangue.

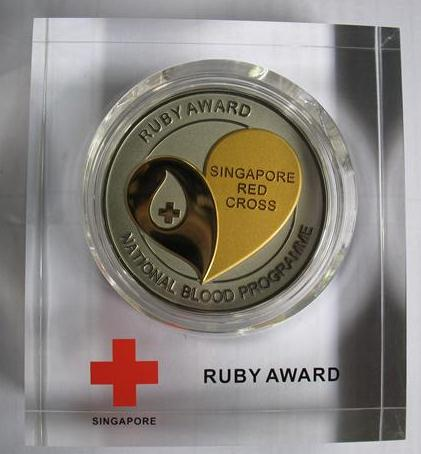
Prêmio Ruby da Cruz Vermelha de Cingapura por 75 doações voluntárias

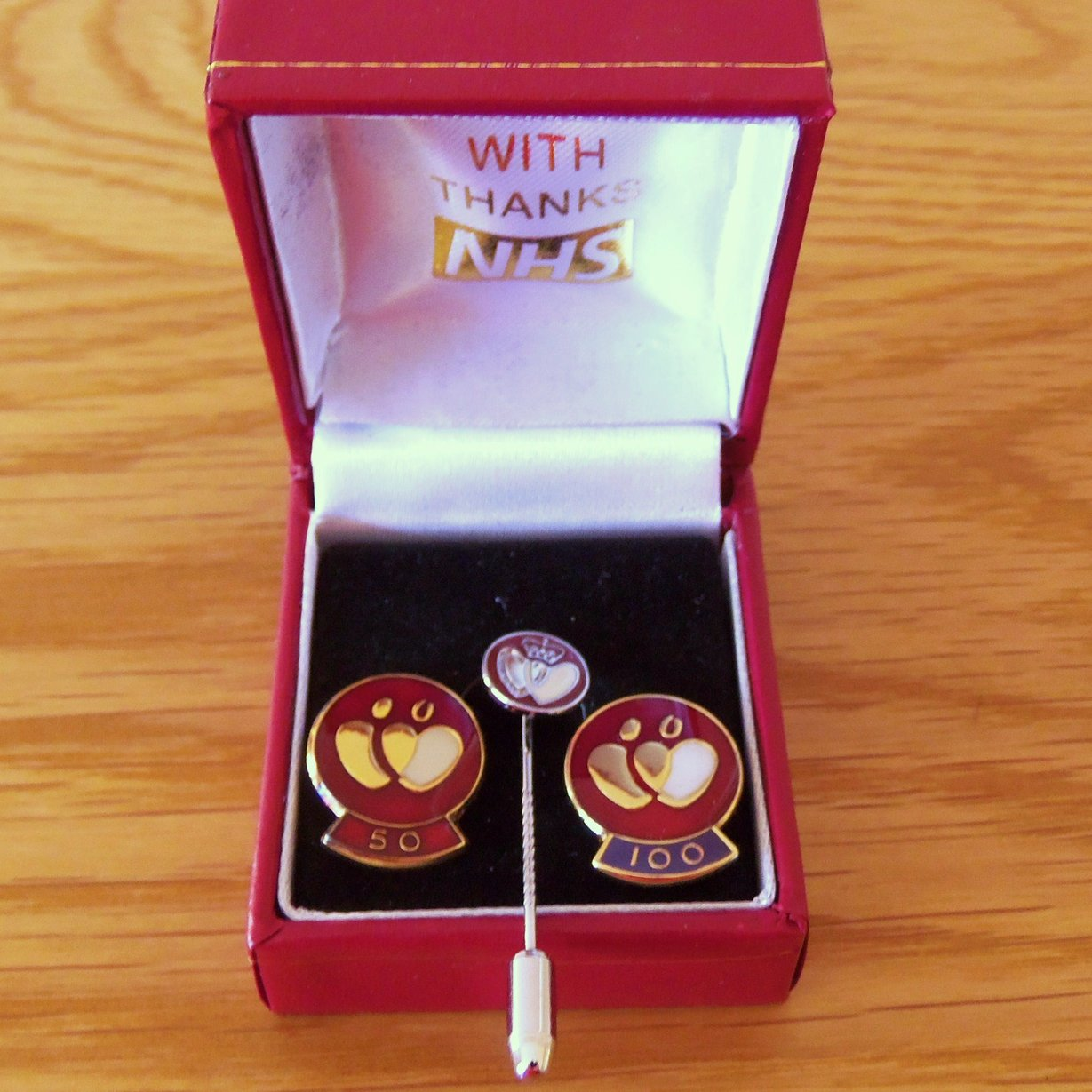
Prêmios do Reino Unido por 50, 25 e 100 doações

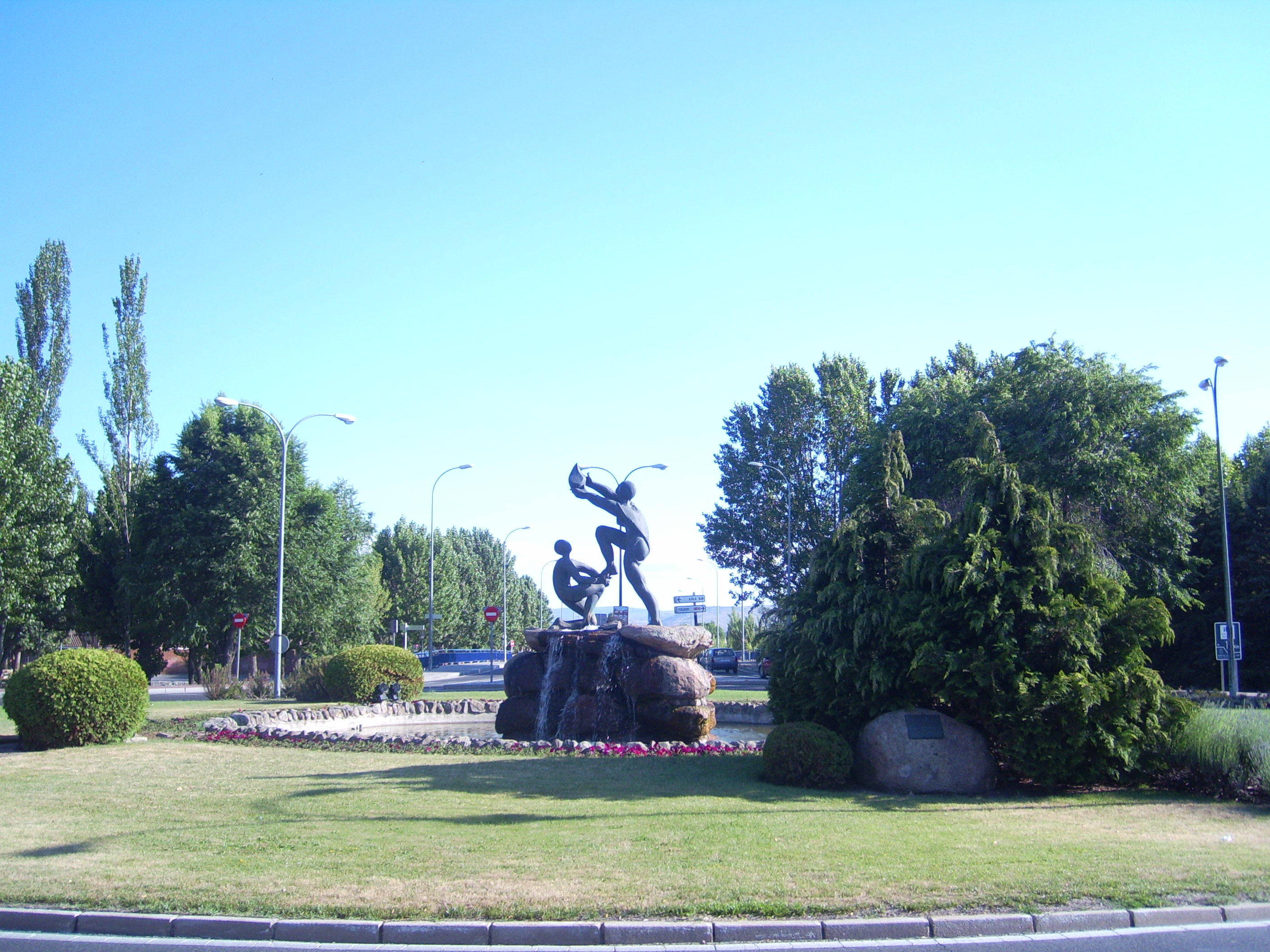
Monumento aos doadores de sangue em Ávila, Espanha

Os doadores regulares geralmente recebem algum tipo de reconhecimento não monetário. A folga do trabalho é um benefício comum. Por exemplo, na Itália, os doadores de sangue recebem o dia da doação como um feriado remunerado do trabalho. Os hemocentros também às vezes adicionam incentivos, como garantias de que os doadores teriam prioridade durante a escassez, camisetas gratuitas, kits de primeiros socorros, raspadores de pára-brisa, canetas e bugigangas semelhantes. Também há incentivos para as pessoas que recrutam doadores em potencial, como sorteios de prêmios para doadores e recompensas para organizadores de campanhas bem-sucedidas. O reconhecimento de doadores dedicados é comum. Por exemplo, a Sociedade da Cruz Vermelha de Singapura apresenta prêmios para doadores voluntários que fizeram um certo número de doações no Programa de Recrutamento de Doadores de Sangue começando com um "prêmio de bronze" para 25 doações. O governo da Malásia também oferece benefícios ambulatoriais e de hospitalização gratuitos para doadores de sangue, por exemplo, 4 meses de tratamento ambulatorial e benefícios de hospitalização gratuitos após cada doação. Na pandemia de COVID-19, muitos centros de sangue dos EUA anunciaram o teste gratuito de anticorpos COVID-19 como um incentivo para doar; no entanto, esses testes de anticorpos também foram úteis para os centros de sangue na determinação de quais doadores poderiam ser sinalizados para doações de plasma convalescente.